# Paweł Gettel
Paweł Karol Gettel (ur. 25 stycznia 1892 w Warszawie, zm. 12 września 1974 w Poznaniu) – polski nauczyciel, działacz społeczny i samorządowy.

## Życiorys
Studia matematyczne na Politechnice Warszawskiej (1911-1913), studia na Wydziale Filozoficznym Uniwersytetu Warszawskiego (6 semestrów, 1915-18). Podczas I wojny światowej nauczał w gimnazjach w Warszawie i w Łukowie. W 1916-18 był członkiem prezydium zakonspirowanej grupy "Samoobrona Narodowa" w pow. Łuków. W 1919 oficer Milicji Ludowej w okręgu kieleckim oraz referent werbunkowy w okręgu brzeskim i inspektor w okręgu mińskim Związku Strzeleckiego Ziem Wschodnich. 1919-20 członek Mazurskiego Komitetu Plebiscytowego, a po jego likwidacji kierownik Wydziału Opieki Społecznej i delegat przy Dowództwie 4 Armii. Następnie był zatrudniony w Ministerstwie Pracy i Opieki Społecznej oraz kolejno w urzędach wojewódzkich w Nowogródku i w Kielcach. Pełnił obowiązki prezydenta Częstochowy (13 maja 1927 – 16 października 1927) i Kielc (1927–1929). Dyrektor Głównego Urzędu Ubezpieczeń. W latach 1931–1935 był posłem na Sejm III kadencji z ramienia BBWR i prezesem Komisji Emigracyjnej. W 1927 został członkiem zarządu Polskiego Towarzystwa Emigracyjnego. W latach trzydziestych odbył podróż do obu Ameryk, zreorganizował Polskie Towarzystwo Kolonizacyjne, zajmował się sprawami wychowania młodzieży polskiej za granicą. Był prezesem Sierszańskich Zakładów Górniczych, prowadził też zakłady opiekuńcze.
Podczas II wojny światowej z całą rodziną był zaangażowany w działalność konspiracyjną, syn Edward poległ w powstaniu warszawskim. Został osadzony w niemieckim obozie pracy. Po powrocie do kraju w 1945 osiadł na Pomorzu, następnie we Wrocławiu i ostatecznie w 1956 zamieszkał w Poznaniu. Był aktywnie zaangażowany w działalność poznańskiej parafii ewangelicko-augsburskiej.
Odznaczony Krzyżem Oficerskim Orderu Odrodzenia Polski (1929).
Pochowany na cmentarzu Miłostowo (kwatera ewangelicka).